# Ad maiora
Ad maiora è una locuzione latina utilizzata come formula di augurio di conseguire risultati sempre più positivi nel proprio lavoro, nell'ambito degli studi, o nella propria relazione sentimentale.
Si traduce letteralmente con "verso cose più grandi!". L'espressione è ancora utilizzata con lo stesso significato augurale, specie in conclusione di un corso di studi, una conversazione, o in occasione di un brindisi.